# Forêt ancienne de la Rivière-des-Perdrix
 (août 2024).
La forêt ancienne de la Rivière-des-Perdrix est un écosystème forestier exceptionnel du Québec (Canada) située dans la municipalité de Notre-Dame-du-Rosaire. 
Cette forêt de 17,05 hectares a pour mission de protéger une pessière noire à éricacées n'ayant subi aucune perturbation majeure.

## Histoire
Le site a été désigné écosystème forestier exceptionnel en 2019.

## Toponymie
La forêt ancienne de la Rivière-des-Perdrix reprends le toponyme de la rivière des Perdrix qui coule à proximité. L'origine du nom de la rivière est quant à elle inconnue auprès de la Commission de toponymie.

## Flore
Le couvert forestier est dominé par l'épinette noire. Certaines tiges dominantes atteignent l'âge de 185 ans et un diamètre de 30 à 34 centimètres. Le sapin baumier et l'épinette blanche complètent le couvert forestier.
Le sous-bois est marquée par une présence de mousses, principalement de la pleurozie dorée ainsi qu'éricacées, principalement du kalmia à feuilles étroites, du bleuet à feuilles étroites ainsi que du bleuet sauvage. On retrouve également des quatre-temps en abondance.